# Käthe Zillbach

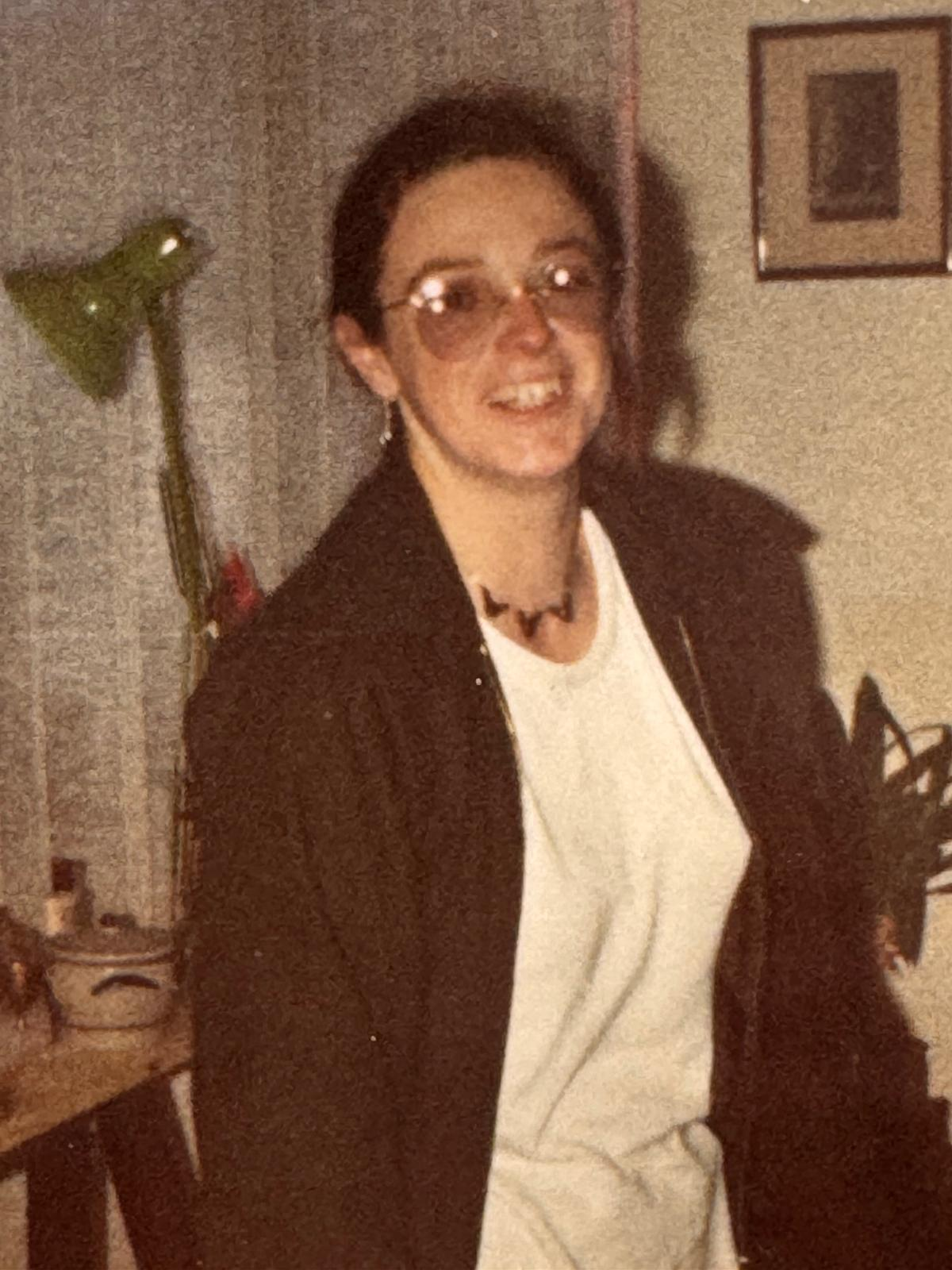
Käthe Zillbach 1979

Käthe Zillbach (* 24. Januar 1952 in Köln; † 11. Januar 2005 in Berlin) war eine deutsche Politikerin (SPD).

## Leben
Käthe Zillbach war von 1970 bis 1977 Meisterschülerin an der Berliner Hochschule der Künste und schloss ein Studium der Geografie an der Freien Universität Berlin (FU) an. Sie absolvierte das Studium mit Diplom, arbeitete dann als wissenschaftliche Mitarbeiterin an der FU und wurde dort 1984 promoviert mit einer Arbeit über Geoökologische Gefügemuster in Süd-Marokko. Nach dem Ausscheiden aus dem Parlament war sie beim Verkehrsverbund Berlin-Brandenburg tätig.
Zillbach war von 1985 bis 1989 Bürgerdeputierte. Dem Abgeordnetenhaus von Berlin gehörte sie für die SPD von 1989 bis 1999 an. Sie war dort ab 1991 verkehrspolitische Sprecherin der SPD-Fraktion.
Ihr Grab befindet sich im Oderbruch auf dem Friedhof Amalienhof, wo sie bis zu ihrem Tod ein Haus besaß und bewohnte.

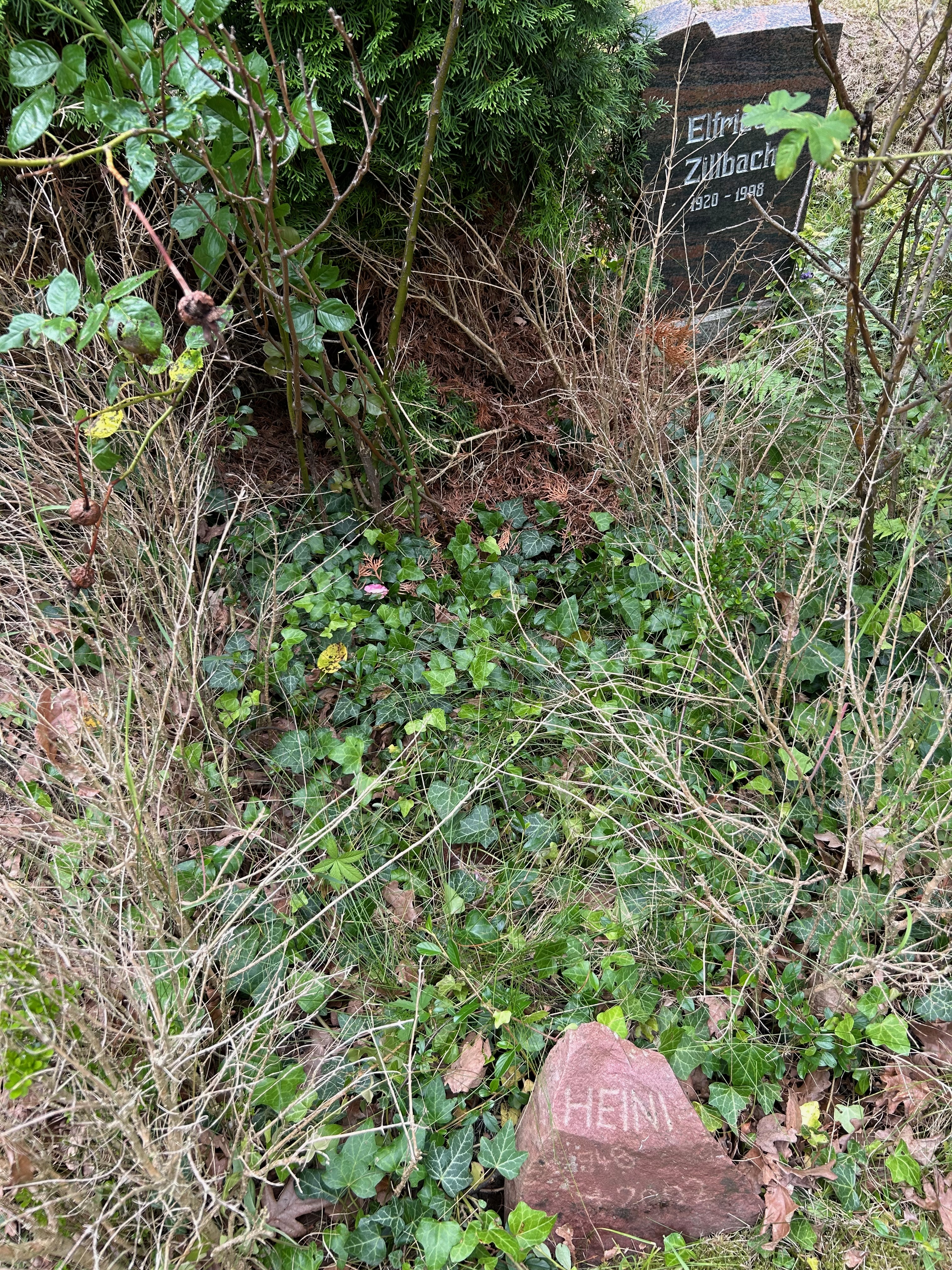
Grab auf dem Friedhof Amalienhof (Falkenberg), ohne Grabstein, Zustand 2024.